# Ernest F. Coe
Ernest Francis Coe, também conhecido como "Tom Coe" (20 de março de 1867 – 1º de janeiro de 1951), foi um paisagista americano que idealizou um parque nacional dedicado à preservação dos Everglades, resultando na criação do Parque Nacional Everglades. Nascido em Connecticut, onde passou a maior parte de sua vida como jardineiro profissional, Coe mudou-se para Miami aos 60 anos. Ficou profundamente impressionado com os Everglades e tornou-se um dos vários naturalistas do sul da Flórida preocupados com o impacto negativo do ser humano nas plantas, animais e no fluxo natural de água. Ele dedicou mais de 20 anos para estabelecer o Parque Nacional dos Everglades, embora considerasse o esforço majoritariamente um fracasso. Contudo, Oscar L. Chapman [en], ex-Secretário do Interior dos Estados Unidos, afirmou: "Os muitos anos de esforços eficazes e altruístas de Ernest Coe para salvar os Everglades garantiram-lhe um lugar entre os imortais do movimento dos parques nacionais."

## Primeiros anos e mudança para a Flórida
Coe nasceu em New Haven, Connecticut, e frequentou o Faculdade de Belas Artes de Yale entre 1885 e 1887. Formado como arquiteto paisagista, passou seus 40 anos de carreira projetando jardins e propriedades na Nova Inglaterra. Em 1925, aos 60 anos, ele e sua esposa Anna mudaram-se para Miami, Flórida, onde continuou sua profissão, abrindo um escritório em Coral Gables. Lá, integrou-se aos mesmos círculos intelectuais e sociais de Charles Torrey Simpson e David Fairchild, com quem formou a Sociedade de História Natural da Flórida.

## Experiência com os Everglades
Na década de 1920, o sul da Flórida vivia um aumento populacional sem precedentes [en], acompanhado por especulação imobiliária e desenvolvimento. Coe foi uma das vítimas dessa especulação, perdendo um investimento significativo. Como resultado, partes dos Everglades começaram a ser drenadas para dar lugar a zonas residenciais e comerciais. Aves limícolas foram abatidas aos milhões por suas penas coloridas, usadas em chapéus femininos. Orquídeas raras foram arrancadas de seus habitats, e a caça de animais ocorria sem controle. As reuniões da Sociedade de História Natural da Flórida passaram a discutir essa destruição e formas de preveni-la, surgindo várias ideias para preservar uma porção dos Everglades. O primeiro parque estadual da Flórida, o Parque Estadual Royal Palm [en], foi dedicado em 1916 para proteger Paradise Key.
Coe começou a explorar os Everglades por conta própria, dirigindo até áreas selvagens e caminhando sozinho, muitas vezes dormindo no chão com a cabeça coberta por uma fronha para se proteger dos mosquitos. Quando um vizinho sugeriu uma expedição ao cabo Sable para coletar o máximo de orquídeas possível, Coe ficou horrorizado e passou a defender a criação de uma área protegida.

## Associação do Parque Nacional Tropical Everglades
Em 1928, Coe fundou a Associação do Parque Nacional Tropical Everglades, com Fairchild, o presidente da Universidade de Miami, Bowman Foster Ashe [en], e a jornalista Marjory Stoneman Douglas no comitê. A iniciativa veio após dois furacões destrutivos que causaram inundações em Miami e no lago Okeechobee. Um dos principais argumentos da associação era apresentar a área proposta como inútil para habitação humana ou empreendimentos comerciais; até então, controlar as inundações naturais da região havia sido infrutífero, e um parque como atração turística seria vantajoso. Coe insistiu no uso de "tropical" no nome do parque, para destacar a natureza saudável do clima tropical, evocando um lugar exótico para a maioria dos americanos e lembrando que era, na época, o único local tropical dentro das fronteiras dos EUA.
Coe elaborou a proposta do parque, e o senador Duncan Fletcher [en] e a congressista Ruth Bryan Owen [en] apresentaram a legislação para criar o Parque Nacional Everglades. Isso seguiu uma visita de uma delegação em 1930, que levou um dia de carro, outro de barco e outro em um dirigível da Goodyear. Apesar de Coe ter passado a viagem de dirigível enjoado, ao lado de uma solidária Douglas, a delegação ficou impressionada e imediatamente apoiou a ideia, mudando sua percepção dos Everglades de um pântano miasmático para um paraíso belo.
Coe era tão entusiasta que conquistou opositores e indecisos, mas também afastou alguns apoiadores. Ele "se tornou um incômodo", em suas próprias palavras, e "era a própria figura de um homem obcecado", segundo Douglas. Fez discursos em clubes cívicos, de jardinagem e rotários, e realizou reuniões informais com seminoles e posseiros brancos dos Everglades, que o viam como intruso e frequentemente o ameaçavam. Douglas relatou que Coe visitava seu pai, editor do The Miami Herald, lendo em voz alta todas as cartas que recebia e escrevia, enquanto Frank Stoneman era obrigado a ouvir, apesar de apoiar a ideia do parque.
A Grande Depressão trouxe obstáculos econômicos, e Owen perdeu seu assento no Congresso. Ainda assim, Coe trabalhou incansavelmente em Washington D.C., enviando cocos a congressistas, ao presidente Herbert Hoover e ao Secretário do Interior. Enquanto o conceito de quais paisagens mereciam proteção evoluía entre cientistas e políticos, Coe usava qualquer tática para promover o parque, até comparando seus poderes à mítica Fonte da Juventude. Levou indicados do Departamento do Interior em passeios pelos Everglades; embora as tentativas de estabelecer o parque falhassem duas vezes, a legislação passou em maio de 1934, com a condição de que o governo federal não compraria terras, mas garantiria que nenhuma área protegida fosse mais adquirida. Isso irritou muitos políticos estaduais. O recém-eleito governador Fred P. Cone [en] demitiu Coe e deixou a Comissão do Parque Nacional Tropical Everglades sem direção.

## Estabelecimento do parque
O Parque Nacional Everglades só foi dedicado em 1947. Entre a aprovação e a dedicação, Coe tentou arrecadar fundos para terras e convencer detratores de que o parque atrairia turistas sem destruir os ecossistemas que deveria proteger. Robert Sterling Yard, da Associação de Conservação de Parques Nacionais, estava entre os céticos que duvidavam da coexistência de negócios na Flórida com uma área protegida. O estabelecimento do parque marcou o primeiro contato do governo dos EUA com os seminoles fora de ações militares nas Guerras Seminoles, quando o Gabinete de Assuntos Indígenas e o Secretário do Interior decidiram sobre seu destino. Coe defendeu a inclusão das terras seminoles na estrutura do parque, mas, além de papéis como guias e vendedores, achava que eles deveriam ser restritos de usá-lo, acreditando que o parque deveria ser "livre de toda interferência humana".
Anna Coe faleceu em 1941, mas, enquanto ela estava doente, Ernest continuou escrevendo a candidatos a governador, assim como o editor do Miami Herald, John Pennekamp, pedindo que não esquecessem o objetivo do parque, especialmente diante da caça ilegal e da destruição contínua dos recursos naturais. Coe imaginava originalmente 2.500 milhas quadradas (6.475 km²) de terra protegida, do lago Okeechobee às Florida Keys, incluindo recifes de coral e o pântano Big Cypress. Era uma quantidade extraordinária de terra, e a crença predominante era que apenas formações espectaculares mereciam proteção. Muitos detratores viam os Everglades como planos e cheios de répteis repugnantes. Até os apoiadores tinham dificuldade em justificar a visão de Coe. May Mann Jennings [en], que trabalhou para criar o Parque Estadual Royal Palm e o expandiu durante a Depressão com projetos do Civilian Conservation Corps, achava absurda a insistência de Coe na quantidade de terra e passou a vê-lo como um risco político.
O que foi aprovado foram 2.000 milhas quadradas (5.180 km²), em grande parte fragmentadas. A Flórida doou 454.000 acres (1.837 km²), apenas um quarto do planejado. Empresas interessadas em direitos de mineração mantinham grandes áreas e exigiam acordos. Proprietários individuais seguravam terras por melhores preços. Em The Everglades: River of Grass, Marjory Stoneman Douglas menciona "todos os tipos de esquemas fraudulentos" para consolidar as terras do parque, um objetivo pelo qual Coe e outros trabalhavam. Na dedicação, Coe ficou amargamente desapontado com o resultado e renunciou ao comitê em protesto. Era bem menor que seu projeto, e ele criticou as negociações e a falta de visão. Apenas terras ao sul da Tamiami Trail foram incluídas, e Coe temia que o parque não sobrevivesse se terras ao norte fossem drenadas ou a água desviada. Apesar de se recusar a continuar envolvido, na cerimônia de dedicação com o presidente Harry Truman, Coe sentou-se ao seu lado no palco.

## Morte e honrarias
Coe faleceu em 1951, aos 84 anos. Décadas após suas tentativas de proteger integralmente os Everglades, seus esforços foram reconhecidos com a proteção gradual do Parque Estatal do Recife de Coral John Pennekamp [en] em  Key Largo, do Santuário Nacional Marinho Florida Keys [en] e do Reserva Nacional Big Cypress, todos parte de seus planos originais. Em 1997, o 105º Congresso dos EUA declarou Coe a força principal na criação do Parque Nacional Everglades, reconhecendo-o como o "Pai do Parque Nacional Everglades" e determinando que o centro de visitantes mais próximo de Homestead fosse nomeado em sua homenagem.